# 1908

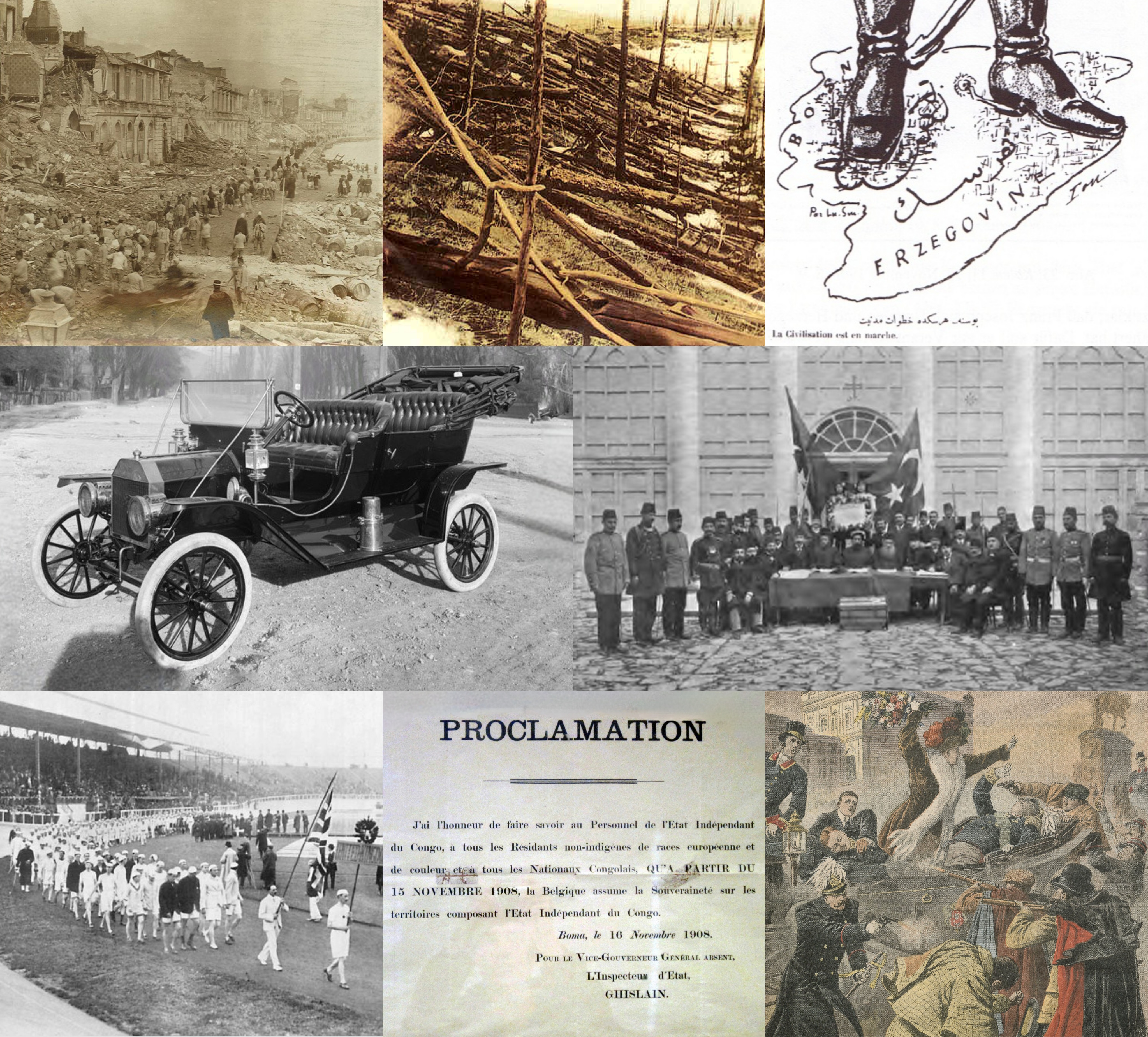

1908 (MCMVIII) là một năm nhuận bắt đầu vào Thứ tư của lịch Gregory và là một năm nhuận bắt đầu vào Thứ Ba của lịch Julius, năm thứ 1908 của Công nguyên hay của Anno Domini, the năm thứ 908  của thiên niên kỷ 2, năm thứ 8  của thế kỷ 20, và năm thứ  9   của thập niên 1900. Tính đến đầu năm 1908, lịch Gregory bị lùi sau 13 ngày trước lịch Julius, và vẫn sử dụng ở một số địa phương đến năm 1923. 

## Sự kiện

### Tháng 1
- 24 tháng 1 - Robert Baden-Powell bắt đầu phong trào Hướng đạo Nam.

### Tháng 3
- 9 tháng 3 - tại Milano (Ý), Câu lạc bộ bóng đá F.C. Internazionale Milano thành lập.

### Tháng 6
- 30 tháng 6 - Sự kiện Tunguska xảy ra tại Siberia.
- 27 tháng 6 - Diễn ra vụ Hà Thành đầu độc

### Tháng 11
- 25 tháng 11 - Nhà Thanh thành lập cấm vệ quân

### Tháng 12
- 2 tháng 12 - Phổ Nghi kế vị hoàng đế nhà Thanh niên hiệu Tuyên Thống

## Sinh
- 22 tháng 1 - Lev Davidovich Landau, nhà vật lý Liên Xô, đạt giải Nobel (m. 1968)
- 26 tháng 1 - Stéphane Grappelli, nghệ sĩ vĩ cầm người Pháp (m. 1997)
- 20 tháng 5 - Nguyễn Văn Tạo, nhà báo, nhà cách mạng (m. 1970)
- 20 tháng 5 - James Stewart, huyền thoại điện ảnh Mỹ (m. 1997)
- 12 tháng 6 - Otto Skorzeny, trung tá Đức Quốc xã (m. 1975)
- 27 tháng 8 - Lyndon B. Johnson, Tổng thống thứ 36 của Mỹ (m. 1973)
- 6 tháng 10 - Sergei Lvovich Sobolev, nhà toán học người Nga (m. 1989)
- 3 tháng 12 - Ngô Gia Tự, Bí thư Xứ ủy lâm thời của Đảng bộ Nam Kỳ (m. 1935)
- 16 tháng 12 - Remedios Varo, họa sĩ siêu thực người Tây Ban Nha (m. 1963)
- không rõ ngày
  - Hoàng Xuân Hãn - Giáo sư, nhà Việt Nam học (m. 1996)
  - Lê Thiết Hùng, trung tướng Quân đội Nhân dân Việt Nam (m. 1986)
  - Nguyễn Chí Diểu, nhà hoạt động cách mạng, Ủy viên Trung ương Đảng Cộng sản Việt Nam (m. 1939)
  - Nguyễn Gia Trí, họa sĩ, nhà biếm họa Việt Nam (m. 1993)
  - Nguyễn Sơn, lưỡng quốc tướng quân (m. 1956)
  - Nguyễn Thị Thập, nhà cách mạng, Bà mẹ Việt Nam Anh hùng (m. 1996)
  - Tchya, nhà văn nhà thơ hiện đại Việt Nam (m. 1968)
  - Tô Ngọc Vân, họa sĩ, tác giả bức Thiếu nữ bên hoa huệ (m. 1954)

## Mất
- 25 tháng 8 - Henri Becquerel, nhà vật lý người Pháp, đã đoạt giải Nobel (s. 1852)
- 14 tháng 11 - Vua Quang Tự bị giết chết.
- (không rõ)- Lê Khiết một vị quan Triều Nguyễn, hy sinh trong phong trào chống sưu thuế ở miền Trung Việt Nam
- 15 tháng 11 - Thái hậu Từ Hi, Thái hậu đời nhà Thanh, (s. 1835)

## Giải Nobel
- Vật lý - Gabriel Lippmann
- Hóa học - Ernest Rutherford
- Y học - Ilya Ilyich Mechnikov, Paul Ehrlich
- Văn học - Rudolf Eucken
- Hòa bình - Klas Pontus Arnoldson, Fredrik Bajer